# WWE SmackDown vs. Raw 2011
WWE SmackDown vs. Raw 2011 (también abreviado WWE SvR 2011) es un videojuego de lucha libre profesional desarrollado por Yuke's y distribuido por THQ para los sistemas PlayStation 2 (PS2), PlayStation 3 (PS3), PlayStation Portable,  Wii y Xbox 360. Es el duodécimo juego de la serie WWE SmackDown vs. Raw y es la secuela de WWE SmackDown vs. Raw 2010. Fue lanzado el 26 de octubre de 2010 en América del Norte, el 28 de octubre de 2010 en Australia y el 29 de octubre de 2010 en Europa. El juego se basa en las dos marcas de la World Wrestling Entertainment (WWE), Raw y SmackDown. Este es el último juego de la franquicia bajo el nombre de WWE SmackDown vs. Raw, ya que a contar de su siguiente secuela se llamará solo WWE más el año en el cual saldrá el juego. Este es el último juego de la franquicia en salir en PSP y PlayStation 2.
Su lema es This is your Moment (Este es tu Momento)

## Desarrollo
El primer anuncio oficial para ambos WWE SmackDown VS. RAW 2011 y WWE All Stars fue anunciado en el E3 en junio de 2010 por THQ, poco después de una entrevista con el sitio web de juegos GameSpot. Una demo jugable se presentó en el E3 con Randy Orton, The Undertaker, Chris Jericho y The Miz como personajes jugables. Como se señaló en un comunicado de prensa de THQ, Chris Masters será una superestrella descargable del juego. Será el primer juego de la serie desde WWE SmackDown vs. Raw 2007 en no contar con una versión para el Nintendo DS.
También hay ciertas recompensas para los consumidores que reserven el juego o lo compren en la tienda especificada de bonos. Los que reserven o compren en Best Buy recibirán a Bret Hart como personaje jugable. Los que reserven o compren en Toys "R" Us recibirán el traje alternativo de "Príncipe de las Sombras" de The Undertaker. Los que pre-ordenen o compren en Amazon recibirán tres trajes alternativos para Randy Orton. Los que reserven o compren en Wal-Mart recibirán la arena "Tribute to the Troops". Los que reserven en o compren GameSpot recibirán un $20 de descuento para el pago por visión Survivor Series de la WWE o el pago por visión TLC: Tables, Ladders, and Chairs de la WWE. El Contenido descargable ha sido confirmado. El primer paquete, "Online Axxess" estaba disponible en el lanzamiento y añade personaje jugable Chris Masters, con temática de Halloween trajes para Kelly Kelly y Rey Mysterio y el modo En línea. Otros paquetes de contenido descargable será lanzado más adelante. El segundo paquete contiene los personajes jugables British Bulldog, Lex Luger, Wade Barrett, David Otunga, Justin Gabriel y Layla, trajes alternativos para Shad Gaspard y Shawn Michaels y el WWE NXT. El tercer paquete incluye trajes alternativos para John Cena, Sheamus, The Undertaker y CM Punk, así como la WCW Nitro Arena. THQ ha ofrecido a los jugadores un acuerdo global para adquirir estos tres paquetes de contenido de antemano.

## Modos

### Modos de Creación
Las modificaciones del modo Crear Superstar incluyen puntos de atributos pre-cargados para las superestrellas creadas.
En el modo Crear Remate, los atributos como la velocidad y la trayectoria pueden ser modificados por incrementos individuales en lugar de incrementos de 25%, también fue mejorado en un 30%, ya que ahora es posible crear los colores de la ropa y del pelo, 230 ítems como gorras.
Ahora tu Superstar Creada se parece a las demás superstars ya que ahora los elementos están en 3D. También el número de remates disponibles creados se amplió hasta 130. El Paint Tool y el Supestars Threads del Smackdown Vs. Raw 2010 también han regresado (Solo para las versiones de Xbox 360 y PlayStation 3, en PlayStation 2 y PSP no contienen estas funciones).

### En línea

#### Descargables
Los paquetes de contenido descargable son los siguientes:
| Contenido Descargable | Costo                                          | Vestimenta alternativa | Nuevo escenario | Personajes jugables                                                      |
| --------------------- | ---------------------------------------------- | --- | --------------- | ------------------------------------------------------------------------ |
| Paquete #1            | 800 Puntos Microsoft 9.99$ PlayStation Network | Rey Mysterio (Halloween) Kelly Kelly (Halloween)                                                                           | -               | Chris Masters                                                            |
| Paquete #2            | 560 Puntos Microsoft 6.99$ PlayStation Network | Shawn Michaels (Wrestlemania 8) Shad Gaspard (Alternativo)                                                                 | NXT             | Lex Luger British Bulldog Justin Gabriel David Otunga Wade Barrett Layla |
| Paquete #3            | 240 Puntos Microsoft 2.99$ PlayStation Network | CM Punk (Máscara de The Straight Edge Society) John Cena (Traje Morado) Sheamus (LaOCH) Undertaker ( ministry of Darkness) | WCW Nitro       | -                                                                        |

## Recepción
Aunque las revisiones iniciales fueron positivos, con el tiempo un puñado de puntos de venta - incluyendo GameSpot, Videogamer, y la Giant Bomb fueron menos impresionados. GameZone señaló que una serie que había visto lanzamientos interactivos cada año durante la última década se debe más a lo largo de su proceso evolutivo. 

## Modos de juego
- Jugar: modo exhibición
- Universo WWE
- Road to Wrestlemania: El modo Road to Wrestlemania incluye nuevas características tales como la itinerancia entre bastidores, mini-misiones, y una mayor interacción con otras Superestrellas. Incluirá los Road to Wrestlemania de Christian, Chris Jericho, John Cena, Rey Mysterio y el escenario de VS. The Undertaker en donde se escogerán entre R-Truth, John Morrison, Dolph Ziggler, Kofi Kingston o una superestrella creada para acabar con la racha del Undertaker en WrestleMania XXVI.

### Match Creator
En este modo podrás juntar hasta 3 tipos de lucha de varias opciones en la cual podrás elegir sus condiciones de juego o como ganar. Un ejemplo es un Falls Count Anywhere First Blood Finisher Match Hell in a Cell match. Aunque las reglas son limitadas. Por ejemplo, no se puede hacer un Extreme Rules en un Hell in a Cell.

## Roster
El roster está conformado por 78 superestrellas, confirmados 34 de RAW, 26 de SmackDown, 10 leyendas y 5 de agente libre, los que están resaltados en negrita hacen su debut o regresan a la saga.
| RAW: - Alicia Fox - Batista - Brie Bella1 - Chris Jericho - David Hart Smith - Edge - Evan Bourne - Eve Torres - Ezekiel Jackson1 - Gail Kim1 - Goldust1 - John Cena - John Morrison - Mark Henry - Maryse - Melina - Natalya - Nikki Bella1 - Primo - R-Truth - Randy Orton - Santino Marella - Shawn Michaels - Sheamus - Ted DiBiase - The Miz - Triple H - Tyson Kidd - Vladimir Kozlov1 - William Regal1 - Yoshi Tatsu1 - Zack Ryder1 | SmackDown: - Beth Phoenix - Big Show - Chavo Guerrero - Christian - Cody Rhodes - CM Punk - Dolph Ziggler - Drew McIntyre - Finlay1 - Hornswoggle5 - Jack Swagger - JTG - Kane - Kelly Kelly - Kofi Kingston - Layla3 - Luke Gallows - Matt Hardy - Michelle McCool - MVP - Rey Mysterio - Shad Gaspard - The Undertaker - Vance Archer | Leyendas: - Jake "The Snake" Roberts1 - Jimmy "Superfly" Snuka1 - Mr.McMahon1 - Paul Bearer5 1 - Ricky "The Dragon" Steamboat1 - Stone Cold Steve Austin1 - Terry Funk1 - The Rock1 | Agentes Libres y Alumni: - Druida1 - Mickie James 1 - Mike Knox1 - Rob Van Dam1 - Shelton Benjamin 1 |

1Desbloqueable.

2Contenido Descargable Paquete #1.

3Contenido Descargable Paquete #2.

4Contenido de descarga gratis en la preventa del juego.

5Solo Manager.

6Aparición en RTWM.

## Arenas
- - SmackDown 2010
  - Raw 2010
  - ECW 2010
  - WrestleMania XXVI
  - Elimination Chamber 2010
  - Royal Rumble 2010
  - TLC 2009
  - Survivor Series 2009
  - Bragging Rights 2009
  - Hell In A Cell 2009
  - Breaking Point 2009
  - SummerSlam 2009
  - Night of Champions 2009
  - The Bash
  - Extreme Rules 2009
  - Judgment Day 2009
  - Backlash 2009
  - Tribute to the Troops 20091
  - Druida1

## Campeonatos
| Campeonato                        | Campeón                                          | Marca         |
| --------------------------------- | ------------------------------------------------ | ------------- |
| WWE Championship                  | John Cena                                        | RAW           |
| World Heavyweight Championship    | Rey Mysterio                                     | SmackDown     |
| WWE Intercontinental Championship | Dolph Ziggler                                    | SmackDown     |
| WWE United States Championship    | The Miz                                          | RAW           |
| Unified Tag Team Championship     | The Hart Dynasty (Tyson Kidd & David Hart Smith) | RAW Smackdown |
| WWE Divas Championship            | Alicia Fox                                       | RAW           |
| WWE Women's Championship          | Michelle McCool                                  | Smackdown     |
| WWE Million Dollar Championship   | Ted DiBiase                                      | RAW           |